# Christian Händle
Christian Händle (* 13. Mai 1965 in Marburg) ist ein ehemaliger deutscher Ruderer.

## Sportliche Karriere
Der 1,91 m große Christian Händle vom Ruderclub Karlstadt 1928 gewann bei den U23-Weltmeisterschaften 1985 zusammen mit Rolf Jäger die Bronzemedaille im Doppelzweier, 1986 erhielten Jäger und Händle die Silbermedaille. In seinem letzten Jahr bei den U23-Weltmeisterschaften gewann Christian Händle 1987 den Titel im Einer. Bei den Olympischen Spielen 1988 in Seoul trat Händle mit Ralf Thienel im Doppelzweier an und belegte den vierten Platz. 1989 startete Händle bei den Weltmeisterschaften im Einer und erreichte den fünften Platz, im Jahr darauf verpasste er bei den Weltmeisterschaften 1990 das A-Finale und platzierte sich als Neunter. Bei den Olympischen Spielen 1992 in Barcelona gewann Händle den zweiten Vorlauf im Doppelzweier mit Peter Uhrig, der danach aber nicht mehr antreten konnte. Zusammen mit dem Ersatzruderer Jens Köppen belegte Händle den achten Platz. Auch 1993 trat Christian Händle mit Peter Uhrig im Doppelzweier an, bei den Weltmeisterschaften 1993 in Račice u Štětí gewannen die beiden die Bronzemedaille hinter den Booten aus Frankreich und Norwegen. Im Jahr darauf siegten die Norweger Lars Bjønness und Rolf Thorsen bei den Weltmeisterschaften 1994, Händle und Uhrig erhielten dahinter die Silbermedaille.
Bei Deutschen Meisterschaften belegte Christian Händle im Einer 1987 und 1988 den zweiten Platz hinter Peter-Michael Kolbe. 1989 und 1990 gewann Händle den deutschen Meistertitel, 1991 war er Zweiter hinter Thomas Lange, der bis 1990 bei den DDR-Meisterschaften angetreten war. 1992 gewannen Peter Uhrig und Christian Händle den Titel im Doppelzweier, 1993 und 1994 belegten die beiden den zweiten Platz hinter Stephan Volkert und André Steiner.
Christian Händle ist mit der zweifachen Ruder-Olympiasiegerin Birgit Peter verheiratet. Sein Bruder Roland nahm an den Olympischen Spielen 2000 teil.